# Mark I Fire Control Computer

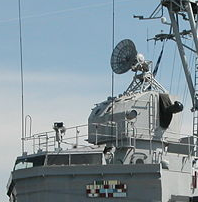
Centrala artyleryjska Mark 37 (z radarem kierowania ogniem AN/SPG-25) na dachu mostka niszczyciela USS "Cassin Young" (DD-793)

Mark I Fire Control Computer i jego późniejsza wersja Mark IA, analogowy komputer kontroli ognia z okresu II wojny światowej będący częścią amerykańskiej centrali artyleryjskiej Mark 37 używanej na okrętach US Navy.  W przypadku niszczycieli na okręcie mieścił się jeden system kierowania ogniem, w przypadku pancerników – aż cztery (dziobowy, rufowy, prawo- i lewoburtowy).
Centrala artyleryjska używana była do kierowania ogniem zarówno do celów nawodnych (naziemnych) jak i powietrznych. Podstawowe dane wejściowe komputera stanowiły takie zmienne jak kurs, szybkość i odległość celu (wprowadzane ręcznie na podstawie obserwacji optycznych lub za pomocą danych uzyskanych z radaru, informacje z dalocelownika i radaru były nieustanie przekazywane do komputera. Innymi danymi przekazywanymi automatycznie do komputera była szybkość i kurs okrętu, a także prędkość i kierunek wiatru oraz temperatura powietrza. Obsługujący komputer operatorzy ręcznie wprowadzali dane takie jak typ i temperatura prochu, wagę pocisków i ilość strzałów oddanych do tej pory – wszystkie z tych zmiennych miały wpływ na prędkość wylotową pocisku.
Mark I ważył prawie 1,5 tony i mierzył ok. 1600x970x1200 mm.